# Hapsidophrys lineata
Hapsidophrys lineata (чорносмуга зелена змія) — вид змій родини полозових (Colubridae). Мешкає в Західній і Центральній Африці.

## Поширення і екологія
Чорносмугі зелені змії мешкають в Сьєрра-Леоне, Гвінеї, Ліберії, Кот-д'Івуарі, Гані, Того, Нігерії, Камеруні, Центральноафриканській Республіці, Екваторіальній Гвінеї, Габоні, Республіці Конго, Демократичній Республіці Конго, Уганді, Кенії і Анголі. Вони живуть у вологих тропічних лісах, на галявинах, поблизу води, трапляються в мангрових лісах, на висоті до 1800 м над рівнем моря. Ведуть деревний спосіб життя, живляться амфібіями і ящірками. Відкладають яйця.